# Anthene contrastata
Anthene contrastata är en fjärilsart som beskrevs av Ungemach 1932. Anthene contrastata ingår i släktet Anthene och familjen juvelvingar. Inga underarter finns listade i Catalogue of Life.